# Bohdan Kozij
Bohdan Kozij (w dokumentach procesowych również Bohdan Koziy, Bogdanus Kosij, Bohdan Jozij) (ur. 23 lutego 1923 w Pukasowcach, zm. 30 listopada 2003 w Alajueli) – ukraiński zbrodniarz wojenny, policjant nazistowski w czasie II wojny światowej. 

## Życiorys
Był członkiem Organizacji Ukraińskich Nacjonalistów od 1939 roku. Według ustaleń Komisji Ścigania Zbrodni przeciwko Narodowi Polskiemu Kozij od 1 kwietnia 1942 do 31 stycznia 1944 służył w policji ukraińskiej współpracującej z niemieckimi  nazistami i jesienią 1943 roku zabił w miejscowości Łysiec osiem osób. 
Po wojnie Kozij utrzymywał, że w sierpniu 1943 roku zdezerterował do UPA, gdzie nosił pseudonim Jarema.
W 1944 roku wyjechał z Polski wraz z niemieckimi żołnierzami do Niemiec, gdzie nadano mu status uchodźcy. W listopadzie 1949 roku zatajając członkostwo w policji i w OUN otrzymał wizę do Stanów Zjednoczonych, gdzie udał się w grudniu tegoż roku. 9 lutego 1956 roku dostał obywatelstwo amerykańskie. W USA po kilkunastu latach pracy został właścicielem pensjonatu na Florydzie. Miał dwoje dzieci.
W 1977 roku Departament Sprawiedliwości wszczął przeciwko Kozijowi dochodzenie w związku z podejrzeniem zatajenia przez niego członkostwa w policji i w OUN. W wyniku procesu na skutek świadectw przedstawionych przez Polaków 29 marca 1982 roku odebrano mu amerykańskie obywatelstwo.

Świadek Anton Wakeba zeznał przed sądem Stanów Zjednoczonych:

Kozija widziałem jak wyszedł z pomieszczenia policji i w prawej ręce niósł, trzymając za szyję i włosy, dziewczynkę. Kozij wyniósł dziecko na dwór, postawił koło budynku policji, niedaleko studni. Dziewczynka po polsku o coś prosiła Kozija, a on, odszedłszy o kilka metrów, dwoma strzałami z pistoletu zabił ją.

 Według innego zeznania: 

Kozij odkrył miejsce ukrycia trzynastoletniej dziewczynki Lusi Rozner i tutaj, na oczach licznych mieszkańców osiedla Łysiec zabił ją strzałem z karabinu. Wcześniej Kozij krwawo rozprawił się z trzyletnią córką lekarza Zingera.

Syn Kozija dowiedziawszy się o przeszłości ojca popełnił samobójstwo.
Od 1985 roku Kozij mieszkał w Kostaryce. 23 listopada 2002 roku na podstawie dokumentów przedstawionych przez Centrum Szymona Wiesenthala IPN wszczął śledztwo przeciwko Kozijowi. 21 listopada 2003 roku władze polskie zwróciły się do rządu Kostaryki z wnioskiem o aresztowanie Kozija i ekstradycję. Kostarykański sąd zgodził się na deportację za zabicie czteroletniej dziewczynki i udział w zamordowaniu całej rodziny żydowskiej pod koniec 1943 roku, na znajdujących się wówczas pod okupacją niemiecką terenach wschodniej Polski.
Bohdan Kozij nie doczekał ekstradycji. Na wieść o wniosku ekstradycyjnym doznał wylewu i został przyjęty w śpiączce do szpitala San Rafael w Alajueli. Zmarł 30 listopada 2003 roku nie odzyskawszy przytomności.